# Комиссар Юкона
Комиссар Юкона — представитель правительства Канады на территории Юкон. Комиссар Юкона назначается правительством. Его функции схожи с функциями лейтенант-губернаторов провинций.

## Роль комиссара
В основные обязанности комиссара входит гарантированная работы офиса премьера территории. В случае ухода премьера с поста или его смерти, также как и в случае отставки всего правительства, обязанностью комиссара является назначение замены.
Комиссар Юкона является важной фигурой как в законодательном собрании, так и в правительстве Юкона. В число его обязанностей входит:
- Обеспечивать работы правительства и поддерживать демократические свободы;
- Принимать клятвы членов законодательного собрания;
- Произносить тронную речь во время открытия каждой сессии законодательного собрания;
- Созывать законодательного собрания, распускать его и определять перерывы в работе;
- Утверждать законопроекты, прошедшие законодательное собрание, после чего они становятся законами;
- По совету кабинета министров подписывать приказы;
- Представлять интересы жителей территории как символический глава Юкона, включая различные официальные функции.

## История
Должность комиссара Юкона появился вместе с образованием округа Юкон в составе Северо-западных территорий в 1897 году. Первым комиссаром был Джеймс Морроу Уолш, офицер Северо-Западной конной полиции. В 1898 году была образована независимая Территория Юкон, во главе которой стоял комиссар. С тех пор должность комиссара несколько раз меняла название. Сначала комиссара территории сменил комиссар территории по золоту, затем, во время великой депрессии и кризиса добычи ископаемых в 1932 году территорией руководил контроллер. В 1947 году было возвращено первое название главы территории — комиссар. До 1979 года комиссар был первым лицом территории. В 1979 году были разработаны новые правила для комиссаров территорий, после чего функции комиссара стали похожи на функции лейтенант-губернаторов провинций, тогда как многие аспекты реальной власти перешли к премьерам Юкона, первым из которых стал Крис Пирсон.

## Символы комиссара

Герб комиссара Юкона

Флаг комиссара Юкона

Герб комиссара Юкона представляет собой герб Юкона, окруженный шестью золотыми кленовыми листьями, символизирующими Юкон, с двумя раскрытыми цветками иван-чая вверху. Герб может быть использован на флагах и штандартах королевского голубого цвета. Штандарт может находиться на официальном автомобиле комиссара или развеваться на здании, в котором присутствует комиссар Юкона.

## Резиденция комиссара

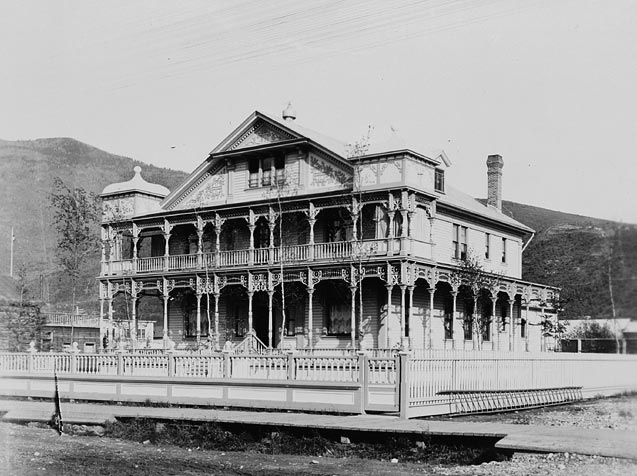
Резиденция комиссара Юкона в Доусоне.

У комиссара Юкона, в отличие от остальных субъектов власти в Канаде, нет официальной резиденции.
На рубеже XIX—XX веков была построена резиденция комиссара в Доусоне. Здание было спроектировано Томасом Фаллером, который позднее стал главным архитектором доминиона и спроектировал современное здание парламента в Оттаве. Первым хозяином резиденции был комиссар Росс, последними хозяевами стали Джордж и Марта Блэк в 1916 году. Позднее Сёстры святой Анны использовали здание в качестве дома престарелых.
В настоящее время резиденция является национальным историческим местом.